# Bibliografia lui Paul Cernovodeanu
Această listă bibliografică cronologică este alcătuită din articolele și cărțile lui Paul Cernovodeanu. Este alcătuită pe baza liste întocmite de Mariana Mihăilescu pentru festschrift-ul In honorem Paul Cernovodeanu (1998), care acoperă intervalul 1959–1997, la care se adaugă trimiteri bibliografice din cuprinsul scrierilor istoricului și intrări din baza de date online a Bibliotecii de Stat din Bavaria.
| Cuprins | Cuprins | Cuprins | Cuprins | Cuprins | Cuprins | Cuprins | Cuprins | Cuprins |      |
| ------- | ------- | ------- | ------- | ------- | ------- | ------- | ------- | ------- | ---- |
|         |         |         |         |         |         | 1957    | 1958    | 1959    | 1960 |
| 1961    | 1962    | 1963    | 1964    | 1965    | 1966    | 1967    | 1968    | 1969    | 1970 |
| 1971    | 1972    | 1973    | 1974    | 1975    | 1976    | 1977    | 1978    | 1979    | 1980 |
| 1981    | 1982    | 1983    | 1984    | 1985    | 1986    | 1987    | 1988    | 1989    | 1990 |
| 1991    | 1992    | 1993    | 1994    | 1995    | 1996    | 1997    | 1998    | 1999    | 2000 |
| 2001    | 2002    | 2003    | 2004    | 2005    | 2006    | 2007    | 2011    | 2016    |      |

## Cronologic

### 1957
- Barnea, I.; Cernovodeanu, Paul; Preda, C. (1957), „Șantierul arheologic Giurgiu”, Materiale și cercetări arheologice, IV

### 1958
- Cernovodeanu, Paul I.; Popescu, Paula (1958), „Monumentele istorice din comuna Budeasa (raionul și regiunea Pitești)”, Monumente și muzee. Buletinul Comisiei Științifice a Muzeelor și Monumentelor Istorice și Artistice

### 1959
- Cernovodeanu, Paul I.; Daiche, Petre (17–23 august 1959), „Muzeul de istorie a orașului București, realizare a regimului democrat popular”, Viața culturală a Capitalei, X (nr. 34) Verificați datele pentru: |date= (ajutor)

- Cernovodeanu, Paul (1959), „Cele mai vechi mențiuni ale orașului București în cartografia europeană”, Călăuza Bibliotecarului, 12 (nr. 9): 25–26
- Cernovodeanu, Paul; Vătămanu, N. (1959), „Contribuții la vechea topografie a Bucureștilor: Ostrovul Dâmboviței”, Studii, 12 (nr. 6): 115–132

### 1960
- Georgescu, Florian; Cernovodeanu, Paul (1960), Muzeul de istorie a orașului București, București, p. 126
- Cernovodeanu, Paul; Georgescu, Florian; Cristache Panait, Ioana (1960), Documente privind istoria orașului București, București, pp. VII + 341 p.
- Cernovodeanu, Paul (1960), „Casa zugravului Pârvu Mutu din București”, SCIA, 7 (nr. 2): 195–198
- Cernovodeanu, Paul (1960), „Călătoria lui Pierre Lescalopier în Țara Românească și Transilvania la 1574”, Studii și Materiale de Istorie Medie, IV: pp. 433–463
- Cernovodeanu, Paul (1960), „Ceva despre cursul monedelor în Țara Românească și Imperiul Turcesc”, SCN, 3: 517–518

### 1961
- Cernovodeanu, Paul (1961), Răscoala seimenilor și dorobanților din București din 1655, București: Muzeul de istorie a orașului București
- Florescu, George; Năsturel, P.Ș.; Cernovodeanu, Paul (1961), „Lapidariul bisericii Stavropoleos din București (1700–1850)”, Biserica Ortodoxă Română, 79 (nr. 11–12): 1055–1094

### 1962
- Cernovodeanu, Paul (1962), „O informație medicală a unui călător străin din veacul al XVI-lea în Țara Românească”, Din istoria medicinii românești și universale, București: Editura Academiei Republicii Socialiste România, pp. 93–94
- Bodea, Cornelia; Cernovodeanu, Paul (1962), „Materiale noi pentru biografia lui Nicolae Bălcescu (I)”, Studii, 15 (nr. 2): 375–388
- Cernovodeanu, Paul (1962), „Mărturii contemporane privitoare la frământările politice și sociale din București”, Studii, 15 (nr. 1): 135–141

### 1963
- Bodea, Cornelia; Cernovodeanu, Paul (1963), „Materiale noi pentru biografia lui Nicolae Bălcescu (II)”, Studii, 16 (nr. 2): 372–408
- Cernovodeanu, Paul; Panait, Ioana; Panait, Panait I. (1963), „Cercetarea istoriei orașului București în anii puterii populare”, Studii, 16: 1137–1150
- Cernovodeanu, Paul (1963), „The tombstone of Prince Constantin Brâncoveanu's Physician, Pantaleon Caliarhis”, RESEE, 1 (nr. 3–4): 561–564

### 1964
- Cernovodeanu, Paul (1964), „Considerații privitoare la organizarea administrativă a orașului București în sec. XVI-XVII”, MIM, 1: 159–176

### 1965
- Cernovodeanu, Paul (1965), „Orașul București în perioada 1545-1716”,  În Georgescu, Florin (ed.), Istoria Bucureștilor. Vol. 1, București: Muzeul de Istorie a orașului București, pp. 92–138
- Cernovodeanu, Paul (1965), „Câteva monumente comemorative și funerare din Țara Românească (1807–1854)”, Omagiu lui P. Constantinescu-Iași cu prilejul împlinirii a 70 de ani, București: Editura Academiei, pp. 661–667
- Cernovodeanu, Paul; Vătămanu, N. (1965), „Considerații asupra „calicilor" bucureșteni în veacurile al XVII-lea și al XVIII-lea. Câteva identificări topografice legate de așezările lor”, MIM, 3: 25–42
- Cernovodeanu, Paul (1965), „Documente inedite slavo-române din Țara Românească din veacurile al XVI-lea și al XVII-lea (1542–1635)”, Romanoslavica, 11: 333–355
- Cernovodeanu, Paul; Simionescu, Paul (1965), „Essai de bibliographie sélective concernant l'histoire de la Roumanie”, RRH, IV (nr. 3): 641–663
- Cernovodeanu, Paul (1965), „Istoriografia modernă a României. Tematică”, Studii, 18 (nr. 2): 429–432
- Cernovodeanu, Paul (1965), „O știre nouă privitoare la epidemia de ciumă din București la 1792”, MIM, 2: 205–208

### 1966
- Georgescu, Florian; Cernovodeanu, Paul; Cebuc, Alexandru (1966), Monumente din București. Ghid, București: Editura Meridiane
- Cernovodeanu, Paul (1966), „Bucharest. Important centre politique du Sud-est européen à la fin du XVIIe siècle et au commencement du XVIIIe siècle”, RESEE, 4 (nr. 1–2): 147–167
- Cernovodeanu, Paul; Vătămanu, N. (1966), „Considerații privitoare la pecețile orașului București în secolele al XVI-lea și al XVII-lea”, MIM, 4: 3–14
- Cernovodeanu, Paul (1966), „Documente inedite privind trecutul Bisericii Negustori din București”, GB, 25 (nr. 1–2): 100–117
- Cernovodeanu, Paul (1966), „Istoricul turnului Colței în documentele vremii”, Revista Muzeelor, 3 (nr. 5): 392–396
- Cernovodeanu, Paul (1966), „Primele școli ostășești din Țara Românească (1838–1840). Activitatea lui Nicolae Bălcescu ca iuncăr–învățător”, SAI, 3: 105–123
- Cernovodeanu, Paul; Simionescu, Paul (1966), „Essai de bibliographie sélective concernant l'histoire de la Roumanie (Supplément)”, RRH, V (nr. 3): 547–572

### 1967
- Cernovodeanu, Paul (1967), „England and the Question of Free Trade in the Black Sea in the 17th Century. General Survey”, RRH, VI (nr. 1): 15–22
- Cernovodeanu, Paul (1967), „The General Condition of English Trade in the Levant in the Second Half of the 17th Century and at the Beginning of the 18th Century”, RESEE, 5 (nr. 3–4): 447–460
- Cernovodeanu, Paul; Opulski, Albert (1967), „Lev Tolstoi la București (1854)”, București, 5: 69–80
- Cernovodeanu, Paul; Vătămanu, N. (1967), „Un medic elvețian de la Curtea din Alba Iulia în slujba lui Mihai Viteazul: Ioan Muraltus (1563–1602)”, SAI, 9: 65–79
- Florescu, George D.; Cernovodeanu, Paul; Nestorescu, Horia (1967), „Date noi privind viața și activitatea publicistului Bonifaciu Florescu (1848-1899)”, Revista de istorie și teorie literară, XVI (nr. 4): 65–79

### 1968
- Călători străini despre țările române, vol. I, Volum îngrijit de Maria Holban, București: Editura Științifică, 1968
- Cernovodeanu, Paul (1968), „Ein Sächsischer Stückmeister in der Walachie (1494)”, Forschungen, 11 (nr. 1): 53–68
- Cernovodeanu, Paul (1968), „Relațiile economice ale Angliei cu țările române în perioada 1660–1714”, Studii, 21 (nr. 2): 259–272
- Cernovodeanu, Paul (1968), „Le voyage de Pierre Lescalopier à travers l'Europe Centrale”, RRH, VII (nr. 3): 371–383

### 1969
- Cernovodeanu, Paul (1969), „Les marchands balkaniques, intermédiaires du commerce entre l'Angleterre, la Valachie et la Transylvanie durant les années 1660-1714”, Actes du Premier Congrès International des Études Balcaniques et Sud-Est Européenne, Sofia: Editions de l'Académie Bulgare des Sciences, pp. 649–658
- Cernovodeanu, Paul (1969), „An Episode of the Relations between England and Moldavia in 1685”, RRH, VIII (nr. 3): 659–671
- Cernovodeanu, Paul; Nestorescu-Bălcești, Horia (1969), „Casa Bălcescu din mahalaua Boteanu din București”, Studia et Acta Musei Nicolae Bălcescu: 39–61
- Cernovodeanu, Paul (1969), „Cetatea Giurgiului”, Studii și materiale de muzeografie și istorie militară (nr. 2–3): 76–106
- Cernovodeanu, Paul (1969), „Cronografele românești de tipul Dorotei [sec. XVII–XVIII]”, Studia bibliologica, 3: 133–148
- Cernovodeanu, Paul (1969), „Peripețiile necunoscute ale spătarului Milescu”, MI, III (nr. 7–8): 101–106
- Cernovodeanu, Paul (1969), Relațiile Angliei cu Țările Române în cadrul politicii sale orientale din perioada 1660–1714, Rezumatul tezei de doctorat, București: Editura Academiei

### 1970
- Călători străini despre țările române, vol. II, Volum îngrijit de Maria Holban (redactor responsabil), Maria Matilda Alexandrescu-Dersca Bulgaru și Paul Cernovodeanu, București: Editura Științifică, 1970
- Cernovodeanu, Paul (1970), „Călătoria lui Henry Cavendish în țările române la 1598”, AIIAI, 7: 271–278
- Cernovodeanu, Paul (1970), „Complexul istoric de la Slobozia. Date istorice și arheologice  — Crucea lui Leon Vodă Tomșa (1628–1632)”, GB, 29 (nr. 7–8): 773–776
- Cernovodeanu, Paul (1970), „Contacte de ordin științific și cultural între intelectualitatea engleză și cărturari din Țara Românească și Moldova în a doua jumătate a secolului al XVII-lea și primele decenii ale celui de-al XVIII-lea”, Studii, 23 (nr. 4): 717–725
- Cernovodeanu, Paul (1970), „Cronograful mitropolitului Dimitrie al Rostovului în țările române”, MO, 22 (nr. 7–8): 629–704
- Cernovodeanu, Paul (1970), „Préoccupations en matière d'histoire universelle dans l'historiographie roumaine au XVIIe et XVIIIe siècle (I)”, RRH, IX (nr. 4): 677–697
- Cernovodeanu, Paul (1970), „Un meșter constructor sas la Târgoviște în 1494”, Valachica, 2: 225–236
- Cernovodeanu, Paul (1970), „Un transilvănean prieten cu Benjamin Franklin”, MI, 4 (nr. 11): 48–51
- Cernovodeanu, Paul (1970), „Le voyage de Henry Cavendish dans le Balkans au cours de l'année 1589”, RESEE, 8 (nr. 3): 419–433
- Demèny, Ludovic; Cernovodeanu, Paul; Dumitrescu-Taftă, Lucia (1970), „Documente românești din secolele XVI–XVIII în Arhivele Statului din Sfântul Gheorghe (I)”, Aluta, II: 137–155

### 1971
- Călători străini despre țările române, vol. III, Volum îngrijit de Maria Holban (redactor responsabil), Maria Matilda Alexandrescu-Dersca Bulgaru și Paul Cernovodeanu, București: Editura Științifică, 1971
- Bodea, Cornelia; Cernovodeanu, Paul; Nestorescu-Bălcești, Horia (1971), Vatra Bălceștilor. Studiu și documente, Bălcești pe Topolog: Muzeul Memorial „Nicolae Bălcescu”
- Cernovodeanu, Paul (1970), „Codicele logofătului Barbu, tatăl lui Nicolae Bălcescu  — 1790”, Studia et Acta Musei Nicolae Bălcescu: 119–135
- Cicanci, Olga; Cernovodeanu, Paul (1971), „Contribution à la connaissance de la biographie et de l'oeuvre de Jean (Hierothée) Comnen (1658–1719)”, Balkan Studies, 12 (nr. 1): 143–186
- Demèny, Ludovic; Cernovodeanu, Paul; Dumitrescu-Taftă, Lucia (1971), „Documente românești din secolele XVI–XVIII în Arhivele Statului din Sfântul Gheorghe (II)”, Aluta, III: 175–196
- Cernovodeanu, Paul (1971), „Înființarea Consulatului englez în țările române (1803) și activitatea sa până la 1807”, RRSI, 5 (nr. 1): 139–162
- Cernovodeanu, Paul (1971), „Înființarea Consulatului englez în țările române (1803) și activitatea sa până la 1807 (varianta engleză)”, RREI, 5 (nr. 1): 181–201
- Cernovodeanu, Paul (1971), „O veche carte engleză despre țările române”, Aluta, III: 197–205
- Cernovodeanu, Paul (1971), „O vedere a orașului București din 1688”, București, 8: 121–127
- Cernovodeanu, Paul (1970), „Originalul scrisorii lui N. Bălcescu către L. Bystrzonowski 20 mai 1949”, Studia et Acta Musei Nicolae Bălcescu: 465–470
- Cernovodeanu, Paul (1971), „Préoccupations en matière d'histoire universelle dans l'historiographie roumaine au XVIIe et XVIIIe siècle (II)”, RRH, X (nr. 2): 293–312
- Cernovodeanu, Paul (1971), „Préoccupations en matière d'histoire universelle dans l'historiographie roumaine au XVIIe et XVIIIe siècle (III)”, RRH, X (nr. 4): 705–728
- Cicanci, Olga; Cernovodeanu, Paul (1971), „Știri noi despre spătarul Nicolae Milescu și relațiile lui cu teologul anglican Thomas Smith”, Biserica Ortodoxă Română, 89 (nr. 3–4): 326–334
- Cernovodeanu, Paul (1971), „Un episod din 1685 al relațiilor dintre Anglia și Moldova”, Danubius, 5: 139–153

### 1972
- Cernovodeanu, Paul (1972), England's Trade Policy in the Levant and Her Exchange of Goods with the Romanian Countries under the Latter Stuarts (1660–1714), Biblioteca Historica Romaniae, București: Editura Academiei
- Călători străini despre țările române, vol. IV, Volum îngrijit de Maria Holban (redactor responsabil), Maria Matilda Alexandrescu-Dersca Bulgaru și Paul Cernovodeanu, București: Editura Științifică, 1972
- Cernovodeanu, Paul (1972), „Les échanges économiques entre les Pays roumains et l'Occident (1650–1829)”, Actes du Xe Congrès International d'Histoire Economique. Vol. VI, Leningrad, pp. 203–214
- Cernovodeanu, Paul (1972), „Mercantilist Projects to promote Transylvania's Foreign Trade at the Beginning of the Habsburg Domination”, The Journal of European Economic History, 1 (nr. 2): 409–417
- Simionescu, Paul; Cernovodeanu, Paul (1972), „Pagini de etnografie românească în opera memorialistică a unor călători străini (secolele XVII-XVIII)”, REF, 17 (nr. 5): 375–390
- Cernovodeanu, Paul; Vătămanu, N. (1972), „La première traduction des „Aphorismes" d'Hippocrate en langue roumaine (XVIIIe)”, RESEE, 10 (nr. 3): 491–510
- Cernovodeanu, Paul (1972), „Scientific and cultural Contacts between England and the Rumanian Lands (1650–1720)”, Romanian Studies, Leiden, II: 84–103
- Cernovodeanu, Paul (1972), „Préoccupations en matière d'histoire universelle dans l'historiographie roumaine au XVIIe et XVIIIe siècle (IV)”, RRH, XI (nr. 1): 53–77

### 1973
- Cernovodeanu, Paul (1973), Societatea feudală românească văzută de călători străini (secolele XV-XVIII), București: Editura Academiei

- Duțu, Alexandru; Cernovodeanu, Paul (1973), Dimitrie Cantemir, historian of South-East European and Oriental Civilizations, București: Association Internationale d'Études du Sud-Est Européen

- Călători străini despre țările române, vol. V, Volum îngrijit de Maria Holban (redactor responsabil), Maria Matilda Alexandrescu-Dersca Bulgaru și Paul Cernovodeanu, București: Editura Științifică, 1973

- Vătămanu, N.; Cernovodeanu, Paul (1973), Contributions to the Knowledge of the Medical and Sanitary Situation of Bucharest in the First Decades of the 19th Century în Urbanization and Human Environment, București, pp. 32–46

- Cernovodeanu, Paul (1973), „La genealogie, auxiliaire de l'histoire litteraire en Roumanie”,  În Office généalogique et héraldique de Belgique, Recueil du 11e Congrès international des sciences généalogique et Héraldique: Liège, 29 mai-2 juin 1972, Vol. 11, Praga: Editura, pp. 139–144

- Cernovodeanu, Paul (1973), „Contributions to Lord Paget's Journey in Wallachia and Transylvania (1702)”, RESEE, 11 (nr. 2): 275–283

- Cernovodeanu, Paul (1973), „Demetre Cantemir vu par ses contemporains (le monde savant et Ies milieux diplo- matiques europeens)”, RESEE, 11 (nr. 4): 637–656

- Cernovodeanu, Paul (1973), „[Dimitrie Cantemir: 300 de ani de la naștere]: „A făcut să biruiască prețuirea neamului"”, Magazin istoric, 7 (nr. 8): 20–24

- Cernovodeanu, Paul (1973), „Dimitrie Cantemir: Relații și mărturii contemporane”, Viața românească, 26 (nr. 9): 98–107

- Cernovodeanu, Paul (1973), „[Dimitrie Cantemir]. Patriot si om politic”, Era socialistă, 53 (nr. 19): 40–42

- Cernovodeanu, Paul; Lazea, Alvina; Caratașu, Mihai (1973), „Din corespondența inedită a lui Dimitrie Cantemir”, Studii, 26 (nr. 5): 1023–1049

- Cernovodeanu, Paul; Lazea, Alvina (1973), „Monumente istorice din Oltenia și Muntenia vizitate de generalul Kiselev în 1832”, Studii și cercetări de istoria artei, 20 (nr. 1): 169–178

- Cernovodeanu, Paul; Lazea, Alvina (1973), „Monumente istorice din Oltenia și Muntenia vizitate de generalul Kiselev în 1832”, Studii și cercetări de istoria artei, 20 (nr. 2): 337–347

- Cernovodeanu, Paul; Lazea, Alvina (1973), „Noi izvoare statistice din arhivele ruse privitoare la Principatele Române”, Revista arhivelor, 35 (nr. 1): 52–95

- Cernovodeanu, Paul (1973), „Nouvelles recherches sur l'histoire de la Dobroudja [sec. VII-XIV]”, RRH, 12 (nr. 3): 567–574

- Cernovodeanu, Paul (1973), „Țările române în viziunea călătorilor englezi (a doua jumătate a secolului al XVII-lea și primele decenii ale celui de-al XVIII-lea)”, SMIM, 6: 111–144

- Cernovodeanu, Paul (1973), „[Ecourile răscoalei curuților în țările române]: Tiraniile ce au avut de suferit „nimeni n-ar ști să le descrie"”, Magazin istoric (nr. 12): 62–66

- Cernovodeanu, Paul (1973), „Transilvania și Războiul de 30 de ani”, Studii și articole de istorie, 21: 15–25

### 1974
- Cernovodeanu, Paul (1974), „Préoccupations en matière d'histoire universelle dans l'historiographie roumaine au XVIIe et XVIIIe siècle (V)”, RRH, XIII (nr. 1): 73–94
- Demény, Ludovic; Cernovodeanu, Paul (1974), Relațiile politice ale Angliei cu Moldova, Țara Românească și Transilvania în secolele XVI-XVIII, București: Editura Academiei Republicii Socialiste România
- Cernovodeanu, Paul (1974), „Lordul Winchilsea și Transilvania. Mărturii din 1662 și 1665”,  În Catedra de istorie a Facultății de istorie-filosofie Cluj, Institutul de istorie și arheologie din Cluj, Filiala Cluj a Arhivelor Statului, Sub semnul lui Clio. Omagiu Acad. Prof. Ștefan Pascu, Cluj: Centrul de multiplicare al Universității Babeș-Bolyai
- Cernovodeanu, Paul (1974), „București — „Orașul bucuriilor" și legendele sale”, Magazin istoric, 8 (nr. 4): 12–23, 32

- Cernovodeanu, Paul; Simionescu, P. (1974), „Consemnări și tradiții privind întemeierea cetății de scaun a Bucureștilor”, REF, 19 (nr. 3): 189–206
- Cernovodeanu, Paul (1974), „Mărturii privitoare la Toma Constantin iuncăr-învățător la școala ostășească de la Dudești”,  În Museul „N. Bălcescu”, Studia et acta Musei „N. Bălcescu”. Vol. 6, pp. 229–236
- Cernovodeanu, Paul (1974), „Secole de istorie românească în mărturii britanice”, Magazin istoric, 8 (nr. 12): 40–41
- Cernovodeanu, Paul (1974), „Les voyageurs franqais en presence des realites roumaines de la periode phanariote”, RRH, 13 (nr. 5-6): 735–753
- Cernovodeanu, Paul (1976), „Les voyageurs franqais en presence des realites roumaines de la periode phanariote”, Annales Historiques de la Revolution Franșaise, 225: 446–468

### 1975
- Cernovodeanu, Paul (1975), „Arhiva diplomatică a lordului William Paget (1637-1713)”, RA, 52 (nr. 1): 80–92
- Cernovodeanu, Paul (1975), „Aventuroasa viață a lui Ștefan Bogdan: Un principe moldovean la curtea regelui Iacob I Stuart. Partea I”, Magazin istoric, 9 (nr. 3): 20–22
- Cernovodeanu, Paul (1975), „Aventuroasa viață a lui Ștefan Bogdan: Un principe moldovean la curtea regelui Iacob I Stuart. Partea a II-a”, Magazin istoric, 9 (nr. 4): 50–54
- Cernovodeanu, Paul; Caratașu, Mihail (1975), „Din corespondența lui Constantin Vodă Brâncoveanu cu cărturarii greci Ioan și Ralachi Cariofil”, BOR, 93 (nr. 9–10): 1139–1154
- Cernovodeanu, Paul (1975), „First Echoes of the War of Independence and of the Early History of the United States in Romanian Countries (1770-1830)”, Nouvelles études d'histoire, V: 231–240
- Cernovodeanu, Paul (1975), „Interese economice engleze la Dunărea de Jos și în Marea Neagră între anii 1803-1829”, Revista de istorie, 28 (nr. 11): 1695–1709
- Cernovodeanu, Paul (1975), „Pierre le Grand dans l'historiographie roumaine et balkanique du XVIIIe siècle”, RESEE, 13 (nr. 1): 77–95
- Cernovodeanu, Paul (1975), „The remotest Anglo-Romanian Historical Contact (14th-16th Centuries)”, RRH, 14 (nr. 2): 315–326
- Cernovodeanu, Paul (1975), „Un corespondent englez Lordul Winchilsea al domnilor români (1660-1669). Partea I”, MI, 9 (nr. 9): 21–23
- Cernovodeanu, Paul (1975), „Un corespondent englez Lordul Winchilsea al domnilor români (1660–1669). Partea a II-a”, MI, 9 (nr. 11): 28–29

### 1976
- Simionescu, Paul; Cernovodeanu, Paul (1976), Cetatea de scaun a Bucureștilor: Consemnări, tradiții, legende, București: Editura Albatros, pp. 118 p.

- Cernovodeanu, Paul; Caratașu, Mihail (1976), „Lettres du Prince de Valachie Constantin Brancovan aux savants grecs Jean et Ralakis Caryophyllis”, RESEE, 14 (nr. 1): 143–164
- Cernovodeanu, Paul (1 aprilie 1976), „British Economic Interests in the Lower Danube and the Balkan Shore of the Black Sea between 1803 and 1829”, The Journal of European Economic History, 5 (nr. 1): 105–120

### 1977
- Cernovodeanu, Paul (1977), „Al doilea colocviu româno-american de istorie”, Studii, 30 (nr. 2): 340–342
- Cernovodeanu, Paul (1977), „[Recenzie a monografiei] Ștefan S. Gorovei (1976), Mușatinii, Editura Albatros”, Studii, 30 (nr. 6): 1179–1181
- Constantinescu, Ioana; Cernovodeanu, Paul (1977), „[Recenzie a monografiei] Gh. Georgescu-Buzău, Constantin Șerban (1974), Răscoala de la 1784 din Transilvania, de sub conducerea lui Horia, Cloșca și Crișan, Editura politică”, Studii, 30 (nr. 6): 1194–1195
- Cernovodeanu, Paul; Stanciu, Ion (1977), Imaginea Lumii Noi în țările române și primele lor relații cu Statele Unite ale Americii pînă în 1859, București: Editura Academiei Republicii Socialiste România
- Cernovodeanu, Paul (1977), „Izvoare engleze privitoare la istoria Romanilor (Arhiva Finch)”, Studii, 30 (nr. 8): 1519–1529
- Cernovodeanu, Paul (1977), „[Recenzie a monografiei] Nicolae Stoicescu, Cristian Moisescu (1976), Tîrgoviștea și monumentele sale, Editura Litera”, Studii, 30 (nr. 10): 2112–2114
- Cernovodeanu, Paul (1977), „[Recenzie a monografiei] Ana Toșa Turdeanu, Oltenia. Geografie istorică în hărțile secolului XVIII, Editura Scrisul românesc”, Studii, 30 (nr. 11): 1923–1924

### 1978
- Cernovodeanu, Paul (1978), „American Accounts of Romania's War for Independence, 1877-78”, Southeastern Europe, 5 (nr. 1): 59–67, doi:10.1163/187633378X00086
- Cernovodeanu, Paul (1978), „Anglo-Dutch Mediation in the Russo-Turkish Peace Treaty of the Prut (1712-13)”, Southeastern Europe, 5 (nr. 1): 88–101, doi:10.1163/187633378X00112
- Cernovodeanu, Paul (1978), „Simpozionul de istorie româno-turc de la Ankara”, Studii, 31 (nr. 1): 146–147
- Cernovodeanu, Paul (1978), „[Recenzie a monografiei] Ștefan Ionescu (1976), Manuc Bei, zaraf și diplomat la începutul secolului al XIX-lea, Editura Dacia”, Studii, 31 (nr. 2): 351–352
- Cernovodeanu, Paul; Marinescu, Beatrice; Gavrilă, Irina (1978), „Comerțul britanic prin Galați și Brăila între 1837–1852”, Studii, 31 (nr. 4): 629–650
- Cernovodeanu, Paul (1978), „Privilegiul comercial acordat negustorilor englezi în Moldova la 1588 și răsunetul său politic în anii Unirii Principatelor”, Studii, 31 (nr. 6): 1041–1049
- Cernovodeanu, Paul (1978), „Sud-estul Europei sub dominația otomană într-o recentă lucrare a lui Peter J.[sic!] Sugar”, Studii, 31 (nr. 9): 1671–1673
- Cernovodeanu, Paul (1978), „Puncte de vedere asupra lucrării lui Alexandru Duțu, Cultura română în civilizația europeană modernă”, Studii, 31 (nr. 12): 2307–2310

### 1979
- Cernovodeanu, Paul (1979), „Din legăturile lui Constantin Duca, domnul Moldovei, cu lordul William Paget, între anii 1693 și 1695”, Anuarul Institutului de Istorie și Arheologie „A. D. Xenopol” din Iași, 16: 513–519
- Cernovodeanu, Paul (1979), „[Recenzie a monografiei] *** (1978), Răscoala secuilor din 1595-1596. Antecedente, desfășurare și urmări, sub redacția Benkö Samu, Demény Lajos și Vekov Károly, Editura Academiei Republicii Socialiste România”, Revista de istorie, 32 (nr. 2): 363–365
- Cernovodeanu, Paul (1979), „Operațiile trupelor române în războiul pentru independență în lumina rapoartelor atașatului militar american F. V.   Greene”, Revista de istorie, 32 (nr. 5): 843–863
- Cernovodeanu, Paul (1979), „[Contribuție la dezbaterea] Problema organizării statale ca „regim boieresc" în Țara Românească și Moldova”, Revista de istorie, 32 (nr. 5): 952–953
- Cernovodeanu, Paul (1979), „Lucrările comisiei mixte a istoricilor români și bulgari (Sofia 28-30 martie 1979)”, Revista de istorie, 32 (nr. 9): pp. 1777–1778
- Cernovodeanu, Paul (1979), „Imaginea țărilor române la călătorii străini  din secolele XIV-XVIII”, Revista de istorie, 32 (nr. 12): pp. 2353–2365

### 1980
- Călători străini despre țările române, vol. VII, Volum îngrijit de Maria Holban (redactor responsabil), Maria Matilda Alexandrescu-Dersca Bulgaru și Paul Cernovodeanu, București: Editura Științifică și Enciclopedică, 1980

### 1981
- Cernovodeanu, Paul; Vătămanu, N. (1981), „«Alegerile lui Ippocrat» – prima traducere în românește a «Aforismelor» lui Hipocrate”,  În Bratescu, G[heorghe], Trecut și viitor în medicină. Studii și note, București: Editura medicală, pp. 111–181
- Cernovodeanu, Paul (1981), „Les Roumains et les premiers Projets de Construction d'un Canal reliant le Danube à la Mer Noire (1838-1856)”,  În Schneider, Jürgen, Wirtschaftskräfte und Wirtschaftswege: Festschrift für Hermann Kellenbenz, Stuttgart: Editura Klett-Cotta, pp. 401–417
- Cernovodeanu, Paul (1981), „Importanța rapoartelor consulare engleze pentru istoria Principatelor române în perioada regulamentară (1835-1848)”, Revista de Istorie, 34 (6): 1097–1110
- Cernovodeanu, Paul (1981), „An Interesting Account concerning the British Consulate in Jassy (1841)”, Revue roumaine d’histoire, 20 (4): 727–734
- Cernovodeanu, Paul (1981), „Le Journal des travaux du Congrès de Karlowitz (1698-1699)”, Revue des études Sud-est européennes, 19 (2): 225–254
- Cernovodeanu, Paul (1981), „Le rôle des Pays Roumains dans la lutte de libération des peuples du Sud-Est de l'Europe (XVe-XVIIIe s.)”, Roumanie: Pages d'histoire, 6 (2): 24–45

### 1982
- Cernovodeanu, Paul (1982), „Constantin C. Giurescu. Promotor of Romanian — American Scientific and Cultural Relations”,  În Fischer-Galați, Stephen; Florescu, Radu R.; Ursul, George R., Romania between East and West. Historical Essays în Memory of Constantin C. Giurescu, Seria East European Monographs, New York: Columbia University Press, pp. 303–318
- Cernovodeanu, Paul (1982), „The Romanian–American Cultural Contacts between 1860-1880”,  În Florescu, Radu R., 100 Years of American-Romanian Relations, Roma: Editrice Nagard, pp. 151–157
- Cernovodeanu, Paul; Caratașu, Mihail (1982), „Correspondance diplomatique d'Alexandre Mavrocordato l'Exaporite, 1676-1703. Partea I”, Revue des études Sud-est européennes, 20 (1): 93–128
- Cernovodeanu, Paul; Caratașu, Mihail (1982), „Correspondance diplomatique d'Alexandre Mavrocordato l'Exaporite, 1676-1703. Partea II”, Revue des études Sud-est européennes, 20 (3): 327–348
- Cernovodeanu, Paul (1982), „Lucrări recente din istoriografia străină privind interdependența dintre demografie și ecologie”, Analele Universității București: Istorie, 31: 133–136
- Cernovodeanu, Paul (1982), „Știri privitoare la Gheorghe Ghica al Moldovei (1658-1659) și la familia sa. Partea I”, Anuarul Institutului de Istorie și Arheologie „A. D. Xenopol” din Iași, 19: 333–352
- Cernovodeanu, Paul (1982), „The Third Romanian-British Colloquium of History”, Revue des études Sud-est européennes, 20 (1): 146–148

### 1983
- Călători străini despre țările române, vol. VIII, Volum îngrijit de Maria Holban (redactor responsabil), Maria Matilda Alexandrescu-Dersca Bulgaru și Paul Cernovodeanu, București: Editura Științifică și Enciclopedică, 1983
- Cernovodeanu, Paul (1983), „Știri privitoare la Gheorghe Ghica al Moldovei (1658-1659) și la familia sa. Partea II”, Anuarul Institutului de Istorie și Arheologie „A. D. Xenopol” din Iași, 20: 123–133

### 1984
- Cernovodeanu, Paul (1984), „Știri privitoare la Gheorghe Ghica al Moldovei (1658-1659) și la familia sa. Partea III”, Anuarul Institutului de Istorie și Arheologie „A. D. Xenopol” din Iași, 21: 161–178
- Cernovodeanu, Paul; Caratașu, Mihail (1984), „Correspondance diplomatique d'Alexandre Mavrocordato l'Exaporite, 1676-1703. Partea III”, Revue des études Sud-est européennes, 22 (4): 327–358

### 1985
- Cernovodeanu, Paul; Stanciu, Ion; Boia, Lucian (1985), „Developments in Romania on United States History”,  În Hanke, Lewis, Guide to the Study of United States History outside of the U.S. 1945-1980, vol. III, New York: Kraus International Publications, pp. 357–364
- Cernovodeanu, Paul (1985), „Orașul București în viziunea călătorilor străini (secolele XVI–XIX)”,  În Edroiu, Nicolae; Răduțiu, Aurel; Teodor, Pompiliu, Civilizație medievală și modernă românească, Cluj-Napoca: Editura Dacia, pp. 71–79
- Cernovodeanu, Paul (1985), „L'activité des maisons de commerce et de négociants ioniens du Bas-Danube durant l'intervalle 1829–1853”,  În Chatzioannou, Maria Cristina, Économies méditerranéennes, équilibres et intercommunications XIIIe-XIXe siècles, Actes du IIe Colloque international d'Histoire, Athènes 18-25 septembre 1983, Athenes: Centre de Recherches Néohelléniques; Fondation Nationale de la Recherche Scientifique, pp. 91–105
- Cernovodeanu, Paul (1985), „Câteva date despre spitalul pentru răniți de la Cotroceni din 1877”,  În Bratescu, Gheorghe, Retrospective medicale, București: Editura medicală, pp. 343–344

- Cernovodeanu, Paul (1985), „Din corespondența diplomatică a lui Constantin Brâncoveanu (I)”, Revista arhivelor, 62 (nr. 1): 78–84
- Cernovodeanu, Paul (1985), „Din corespondența diplomatică a lui Constantin Brâncoveanu (II)”, Revista arhivelor, 62 (nr. 3): 338–343
- Cernovodeanu, Paul (1985), „Imaginea Angliei la călătorii români până la 1860”, Revista de Istorie, 38 (nr. 5): 471–486
- Cernovodeanu, Paul (1985), „Noi precizări privitoare la bătălia câștigată de Matei Basarab în împrejurimile Bucureștilor (octombrie 1632)”, AIIAI, 22 (2): 623–629
- Cernovodeanu, Paul (1990), „1666: Documente inedite din arhivele britanice. Scrisori cu sigiliile voievozilor români”, Magazin istoric, 19 (nr. 9): 11–12

### 1986
- Cernovodeanu, Paul (1986), Relațiile comerciale româno-engleze în contextul politicii orientale a Marii Britanii: 1803–1878, Cluj-Napoca: Editura Dacia
- Cernovodeanu, Paul (1986), „Din corespondența diplomatică a lui Constantin Brâncoveanu (III)”, Revista arhivelor, 63 (nr. 1): 56–64
- Cernovodeanu, Paul (1986), „Din corespondența diplomatică a lui Constantin Brâncoveanu (IV)”, Revista arhivelor, 63 (nr. 3): 311–317

### 1989
- Cernovodeanu, Paul; Constantiniu, Florin (1989), Constantin Brâncoveanu, București: Editura Academiei Republicii Socialiste România

### 1990
- Cernovodeanu, Paul (1990), „Anglo-Romanian Trade Relations between 1878-1900”, RRH, 29 (nr. 3-4): 251–273
- Cernovodeanu, Paul (1990), „Basarabia. Istoria unui rapt teritorial în documente secrete ale diplomației engleze”, Memoria (nr. 1): 58–67
- Cernovodeanu, Paul (1990), „Benjamin Franklin. Ecouri în presa română din secolul trecut”, Magazin istoric, 24 (nr. 2): 25–26, 53
- Cernovodeanu, Paul; Gavrilă, Irina; Panait I., Panait (1990), „Catagrafia orașului București din anii 1810-1811”, Revista istorică, 1 (nr. 7-8): 705–723
- Cernovodeanu, Paul (1990), „Idealul de libertate și democrație la Nicolae Iorga”, Academica, 1 (nr. 4): 6, 21
- Cernovodeanu, Paul (1990), „Misiuni militare românești trimise peste hotare în timpul domniei lui Alexandru Ioan Cuza 1859-1866”, Revista istorică, 29 (nr. 1): 23–40
- Cernovodeanu, Paul (1990), „Relațiile stolnicului Constantin Cantacuzino cu răsculații curuți oglindite în corespondența sa”, Revista arhivelor, 56 (nr. 1): 53–67

### 1991
- Cernovodeanu, Paul (1991), „Basarabia. Dosarul unei provincii istorice românești (1)”, Memoria (nr. 2): 60–68
- Cernovodeanu, Paul (1991), „Basarabia. Dosarul unei provincii istorice românești (2)”, Memoria (nr. 3): 48–57
- Cernovodeanu, Paul; Gavrilă, Irina (1991), „Boierimea în catagrafia orașului București din anii 1810-1811”, Revista arhivelor, 68 (nr. 1): 33–59
- Cernovodeanu, Paul (1991), „Démètre Cantemir et l'Orient musulman”, Revue des Études sud-est européennes, 29 (nr. 1-2): 87–91
- Cernovodeanu, Paul (1991), „Dimitrie Cantemir inedit”, Magazin istoric, 25 (nr. 4): 3–5
- Cernovodeanu, Paul (1991), „Nicolae Iorga și istoria românilor „prin cei mici"”, Revista istorică, 2 (nr. 11-12): 625–639
- Cernovodeanu, Paul (1991), „Primele informații diplomatice americane despre Principatele române”, Magazin istoric, 25 (nr. 5): 11–12,32
- Cernovodeanu, Paul (1991), „Romanian Researches on Environmental History”, Environmental History Newsletter (nr. 3): 60–65
- Cernovodeanu, Paul (1991), „Une lettre inédite de George Stepney à Constantin Cantacuzène (1703)”, Revue roumaine d'histoire, 30 (nr. 3-4): 263–267

### 1997
- Cernovodeanu, Paul (1997), În vâltoarea primejdiilor. Politica externă și diplomația promovate de Constantin Brâncoveanu (1688-1714), București: Editura Silex
- Cernovodeanu, Paul (1997), Spicuiri de istorie românească, Aalborg: Editura Dorul
- Călători străini despre țările române, vol. IX, Volum îngrijit de Maria Holban (redactor responsabil), Maria Matilda Alexandrescu-Dersca Bulgaru și Paul Cernovodeanu, București: Editura Academiei Române, 1997
- Cernovodeanu, Paul (1997), „Evreii în epoca fanariotă, partea I”, Magazin istoric, 31 (nr. 2): 51–54
- Cernovodeanu, Paul (1997), „Evreii în epoca fanariotă, partea a II-a”, Magazin istoric, 31 (nr. 3): 25–28

### 2000
- Călători străini despre țările române, vol. X, partea I, Volum îngrijit de Maria Holban, Maria Matilda Alexandrescu-Dersca Bulgaru și Paul Cernovodeanu (redactor responsabil), București: Editura Academiei Române, 2000

### 2001
- Călători străini despre țările române, vol. X, partea a II-a, Volum îngrijit de Maria Holban, Maria Matilda Alexandrescu-Dersca Bulgaru și Paul Cernovodeanu (redactor responsabil), București: Editura Academiei Române, 2001

### 2007
- Cernovodeanu, Paul (2007), Rapoarte consulare și diplomatice engleze privind Principatele Dunărene: 1800 - 1812, Brăila: Academia Română. Institutul de Istorie „Nicolae Iorga”; Muzeul Brăilei

### 2011
- Florescu, George D.; Cernovodeanu, Paul; Nestorescu-Bălcești, Horia (2011), Fiul lui Nicolae Bălcescu: Bonifaciu Florescu (1848–1899), București: Editura Nestor, ISBN 978-6-06924-506-4

### 2016
- Cernovodeanu, Paul (2016), Ferdinand I cel leal, București: Editura Andreas, ISBN 978-6-06765-008-2